# Echinopora mammiformis
Echinopora mammiformis är en korallart som först beskrevs av Nemenzo 1959.  Echinopora mammiformis ingår i släktet Echinopora och familjen Faviidae. IUCN kategoriserar arten globalt som nära hotad. Inga underarter finns listade i Catalogue of Life.